# Kategoria Superiore 2008-2009
La Kategoria Superiore 2008-2009 fu la 70ª edizione della massima serie del campionato albanese di calcio disputata tra il 24 agosto 2008 e il 23 maggio 2009 e conclusa con la vittoria del Tirana, al suo ventiquattresimo titolo.
Capocannoniere del torneo fu Migen Memelli (Tirana) con 23 reti.

## Formula
Come nella stagione precedente le squadre partecipanti furono 12 e disputarono un turno di andata-ritorno-andata per un totale di 33 partite.
Le ultime due classificate furono retrocesse in Kategoria e Parë mentre terzultima e quartultima giocarono uno spareggio contro la terza e la quarta della seconda serie per la permanenza nel massimo campionato.
Le squadre qualificate alle coppe europee furono quattro: la vincente del campionato fu ammessa alla UEFA Champions League 2009-2010; la seconda, la terza classificata e la vincente della coppa d'Albania alla UEFA Europa League 2009-2010.

## Squadre partecipanti
| Squadra          | Città   | Stadio | Stagione 2007-2008 |
| ---------------- | ------- | ------ | ------------------ |
| Partizani Tirana | Tirana  |        | 2°                 |
| Tirana           | Tirana  |        | 6°                 |
| Dinamo Tirana    | Tirana  |        | Campione d'Albania |
| Besa Kavajë      | Kavajë  |        | 3°                 |
| Vllaznia         | Scutari |        | 7°                 |
| Teuta Durrës     | Durazzo |        | 9°                 |
| KS Lushnja       | Lushnjë |        | Kategoria e Parë   |
| Shkumbini        | Peqin   |        | 5°                 |
| KS Elbasani      | Elbasan |        | 4°                 |
| KS Flamurtari    | Valona  |        | 8°                 |
| Apolonia Fier    | Fier    |        | Kategoria e Parë   |
| KS Bylis Ballsh  | Ballsh  |        | Kategoria e Parë   |

## Classifica
|                    | Pos. | Squadra           | Pt | G  | V  | N  | P  | GF | GS | DR  |
| ------------------ | ---- | ----------------- | -- | -- | -- | -- | -- | -- | -- | --- |
| Albania (bandiera) | 1.   | Tirana            | 68 | 33 | 19 | 11 | 3  | 58 | 27 | +31 |
|                    | 2.   | Vllaznia          | 64 | 33 | 19 | 7  | 7  | 49 | 29 | +20 |
|                    | 3.   | Dinamo Tirana     | 52 | 33 | 14 | 10 | 9  | 48 | 34 | +14 |
|                    | 4.   | Teuta             | 44 | 33 | 12 | 8  | 13 | 32 | 34 | −2  |
|                    | 5.   | Shkumbini         | 44 | 33 | 12 | 8  | 13 | 32 | 38 | −6  |
|                    | 6.   | Flamurtari Valona | 42 | 33 | 10 | 12 | 11 | 33 | 33 | 0   |
|                    | 7.   | Besa Kavajë       | 40 | 33 | 10 | 10 | 13 | 31 | 41 | −10 |
|                    | 8.   | Apolonia Fier     | 38 | 33 | 11 | 5  | 17 | 36 | 43 | −7  |
|                    | 9.   | Bylis Ballsh      | 37 | 33 | 9  | 10 | 14 | 28 | 38 | −10 |
|                    | 10.  | Partizani Tirana  | 36 | 33 | 9  | 9  | 15 | 27 | 36 | −9  |
|                    | 11.  | Lushnja           | 36 | 33 | 8  | 12 | 13 | 25 | 35 | −10 |
|                    | 12.  | Elbasani          | 35 | 33 | 7  | 14 | 12 | 28 | 39 | −11 |

Legenda:
      Campione d'Albania e ammesso alla UEFA Champions League
      Ammesso alla UEFA Europa League
      Retrocesso in Kategoria e Parë
Note:
Tre punti a vittoria, uno a pareggio, zero a sconfitta.

### Play-off retrocessione
Partizani e Bylis persero gli spareggi e furono entrambe retrocesse.
| Durazzo 29 maggio 2009, ore 17:00            | Partizani Tirana | 0 – 1      | Kastrioti | Niko Dovana Stadium |
| \| \| \| \| \| \| Marcatori \| 42’ Prelaj \| |                  |            |           |                     |
|                                              |                  |            |           |                     |
|                                              | Marcatori        | 42’ Prelaj |           |                     |

| Tirana 30 maggio 2009, ore 16:30                                                                                  | Bylis Ballsh | 2 – 5 (d.t.s.)                                               | Gramozi | Qemal Stafa Stadium |
| \| \| \| \| \| Bakiu 18’ Muça 28’ \| Marcatori \| 4’ Bejollari 73’ Peçi 91’ Oliveira 101’ Lena 111’ dos Santos \| |              |                                                              |         |                     |
| |              |                                                              |         |                     |
| Bakiu 18’ Muça 28’                                                                                                | Marcatori    | 4’ Bejollari 73’ Peçi 91’ Oliveira 101’ Lena 111’ dos Santos |         |                     |

## Verdetti
- Campione: KF Tirana
- Qualificata alla UEFA Champions League: KF Tirana
- Qualificata alla UEFA Europa League: Vllaznia, Dinamo Tirana, KS Flamurtari
- Retrocessa in Kategoria e Dytë: KS Bylis Ballsh, Partizani Tirana, KS Lushnja, KS Elbasani

## Classifica marcatori
| Gol |  |  | Giocatore        | Squadra          |
| --- |  |  | ---------------- | ---------------- |
| 23  |  |  | Migen Memelli    | KF Tirana        |
| 17  |  |  | Sebino Plaku     | Dinamo Tirana    |
| 14  |  |  | Vioresin Sinani  | Vllaznia         |
| 12  |  |  | Emiljano Vila    | Teuta            |
| 10  |  |  | Xhevahir Sukaj   | Vllaznia         |
| 9   |  |  | Mladen Brkić     | Apolonia         |
| 9   |  |  | Marius Ngjela    | Partizani Tirana |
| 9   |  |  | Fatjon Sefa      | Dinamo Tirana    |
| 8   |  |  | Endri Bakiu      | KS Bylis Ballsh  |
| 8   |  |  | Vilfor Hysa      | Teuta            |
| 8   |  |  | Erjon Rizvanolli | Shkumbini        |